# Antiesenhofen
Antiesenhofen este o localitate din Austria Superioară cu o populație de 1.093  de locuitori.